# Stary Ratusz w Zschopau
Stary Ratusz w Zschopau (niem. Altes Rathaus in Zschopau) – budynek ratusza zlokalizowany na Neumarkt (nowym rynku miejskim) w Zschopau (Saksonia, Niemcy).

## Historia
Pierwszy budynek ratusza w stylu renesansowym wzniesiono w mieście w 1495. Przebudowano go w 1751 w stylu barokowym. W 1855 ulokowano tu gościniec Deutschen Haus, który pozostawał w gestii prywatnej do 1919. Potem pomieszczenia wróciły do miasta, a budynek przebudowano w 1920. Wnętrze zostało całkowicie odnowione w latach 2012-2016 i jest wykorzystywane komercyjnie. Oprócz tego w obiekcie znajduje się sala rady  miejskiej.
W wieżyczce na dachu mieści się karylion, który został podarowany miastu przez J.S. Rasmussena w 1938. Wygrywa on melodie do dziś o 9:00, 13:00 i 18:00. 